# Gregorio Ricci-Curbastro
Pour les articles homonymes, voir Ricci.
Gregorio Ricci-Curbastro (né le 12 janvier 1853 à Lugo,  dans la province de Ravenne, en Émilie-Romagne et mort le 6 août 1925 à Bologne) est un mathématicien italien de la fin du XIXe et du début du XXe siècle. Spécialiste de la géométrie différentielle, il est l'un des pères du calcul tensoriel.

## Biographie
Ricci-Curbastro étudia dès l'âge de seize ans la philosophie et les mathématiques à l'Université de Rome, publiant même un article sur les « Recherches de Fuchs sur les équations différentielles linéaires » ; après une période d'interruption, il les poursuivit à l’Université de Bologne (1872) et l’École normale supérieure de Pise dont il sortit diplômé (1875). Il décida de compléter sa formation à l’Université technique de Munich (1877–1878). Il exerça comme assistant de son professeur Ulisse Dini (1879) puis professeur de physique mathématique à l’Université de Pise (1880), et devait conserver cette chaire jusqu'à la fin de sa carrière.
Gregorio Ricci-Curbastro est surtout connu pour être l'inventeur, avec son assistant Tullio Levi-Civita, du calcul tensoriel, mais il publia plus de soixante articles consacrés à de nombreux autres domaines des mathématiques. Sa publication la plus importante, Le calcul différentiel absolu, fut copubliée avec Levi-Civita sous le nom de Ricci. Il semblerait que ce soit la seule fois où Ricci-Curbastro utilisa cette forme raccourcie de son nom, et ceci prête encore à confusion.

## Distinctions
En 1896 il reçoit le Prix mathématique de l'Académie italienne des sciences.